# Yalgoo (cratère martien)
Yalgoo est un cratère d'impact de 17,38 km de diamètre situé sur Mars dans le quadrangle de Syrtis Major au sud-ouest d'Isidis Planitia.